# Premios de la Crítica Cinematográfica
El premio de la Crítica Cinematográfica (originalmente llamado Critics' Choice Movie Awards) es un premio concedido por la Broadcast Film Critics Association en reconocimiento de la excelencia en logros cinematográficos. 
Desde su primera edición, las galas se emitían en el canal VH1, pero, en 2013 empezó a emitirse en The CW.

## Sede
Desde 2006 hasta 2009, los premios se celebraron en el Santa Monica Civic Auditorium. De 2010 a 2012, se celebraron en el reformado e histórico Hollywood Palladium. La decimonovena ceremonia se realizó el 16 de enero de 2014, en directo desde Barker Hangar en Santa Mónica, Calif.

## Categorías
Los premios que se otorgan se reparten actualmente en 21 categorías de cine, además de la entrega de un premio de honor. Las categorías son las siguientes:
- Mejor película (desde 1995)
- Mejor director (desde 1995)
- Mejor actriz (desde 1995)
- Mejor actor (desde 1995)
- Mejor actriz de reparto (desde 1995)
- Mejor actor de reparto (desde 1995)
- Mejor intérprete joven (desde 1996)
- Mejor reparto (desde 2001)
- Mejor guion original (desde 2009)
- Mejor guion adaptado (desde 2009)
- Mejor película de animación (desde 1998)
- Mejor comedia (desde 2005)
- Mejor película de habla no inglesa (desde 1995)
- Mejor banda sonora (desde 1999)
- Mejor canción (desde 1998)
- Mejor fotografía (desde 2009)
- Mejor montaje (desde 2009)
- Mejor diseño de vestuario (desde 2009)
- Mejor diseño de producción (desde 2009)
- Mejor maquillaje (desde 2009)
- Mejores efectos visuales (desde 2009)

Categorías retiradas
- Mejor película familiar (1997-2007)
- Mejor película de acción (2009-2019)
- Mejor película de ciencia ficción/terror (2012-2019)
- Mejor actriz de acción (2012-2016)
- Mejor actor de acción (2012-2016)
- Mejor actriz de comedia (2012-2018)
- Mejor actor de comedia (2012-2018)
- Mejor documental (1995-2015)
- Mejor sonido (2009-2011)

## Ceremonias
| Años |
| 1996 · 1997 · 1998 · 1999 · 2000 · 2001 · 2002 · 2003 · 2004 · 2005 · 2006 · 2007 · 2008 · 2009 · 2010 · 2011 · 2012 · 2013 · 2014 · 2015 · 2016 · 2017 · 2018 · 2019 · 2020 · 2021 · 2022 · 2023 · 2024 · 2025 |